# Kubousa gentilis
Kubousa gentilis är en skalbaggsart som beskrevs av Louis Albert Péringuey 1902. Kubousa gentilis ingår i släktet Kubousa och familjen Melolonthidae. Inga underarter finns listade i Catalogue of Life.